# Donjon de Jouy
Le donjon de Jouy est un monument de l'ancienne ville de Jouy, aujourd'hui intégrée à la ville de Sancoins dans le département du Cher.

## Historique

### Du camp de César aux moines de Saint Colomban
L’antique Donjon de Jouy domine la vallée de l’Aubois et l’étang de Javoulet.
Il fut probablement édifié sur l’emplacement d’un camp romain, comme en témoignent les vestiges encore visibles du pavage d’une voie romaine. Selon les Commentaires sur la Guerre des Gaules (58-52 av JC), Jules César après le siège d’Avaricum (Bourges) occupa avec sa douzième légion cette région stratégique qui commandait la voie romaine bifurquant à Tincontium (Sancoins) vers Avaricum d’une part et l’Auvergne d’autre part.
Au VIe siècle Saint Colomban, moine irlandais venu évangéliser la Gaule après les troubles provoqués par les invasions barbares, donna pour mission à un de ses disciples Theodulf Babolein et Saint Chalan, moines de l'abbaye de Luxeuil, de créer un monastère à Jouy sur l’Aubois sur l’emplacement de la fortification romaine. (En 620 fut également édifiée par Babolein et Saint-Chalan l’Abbaye royale de Bellavaux à Charenton-du-Cher).
Les tranchées de l’ancien camp romain furent utilisées pour la construction du monastère qui s’élevait sur une enceinte plus restreinte que le camp lui-même et comprenait des cellules, un puits, une église, une nécropole et à l’extrémité nord une tour carrée qui fut certainement arasée pour construire le donjon.
Ce monastère fut détruit entre le VIIIe et le IXe siècle lors de nouvelles invasions par les Hongrois.

### Édification du donjon
En 1191, le fortin fut transformé en un puissant donjon par Pierre de Courtenay, petit-fils de Louis VI le Gros et empereur latin de Constantinople.
La nouvelle forteresse rehaussée de trois tours d’angles, d’une hauteur originelle de 27 mètres, desservie par un escalier tournant en pierre, témoigne de l’architecture traditionnelle de ce style.
Dans son ensemble, le donjon était pourvu au rez-de-chaussée d’une première pièce voûtée, certainement la geôle avec au-dessous les oubliettes, au premier étage une grande pièce dont les murs étaient peints de fresques servait d’appartements aux châtelains, une chapelle au second étage correspondait directement avec les appartements seigneuriaux, enfin on dénombrait aux étages supérieurs de petites chambres avec des fenêtres hautes et une cheminée, pour aboutir sous les combles, de plain-pied avec le chemin de ronde orné de ses tourelles, ceint de créneaux, de mâchicoulis et de toits coniques.
La forteresse dominait les quatre points cardinaux. À l’ouest, elle surplombait la vallée de l’Aubois et la ville royale de Sancoins, plus au nord on apercevait deux moulins et les coteaux qui bordent la Loire, au-delà les monts boisés du Morvan, au sud-est le Bourbonnais, le Mont d’Or et le Puy de Dôme et à l’opposé l’étang de Javoulet.

### La guerre de Cent ans
De 1356 à 1364, la guerre de Cent Ans fit rage à travers le Berry qui fut un des principaux champs de bataille entre Français et Anglais.
Le Prince Noir, fils d’Édouard III, envahit le Berry vers 1361 en revenant d’Aquitaine.
Les Anglais tiennent alors une dizaine de places fortes dans le Cher dont Blet, ils brûlent Saint-Satur et assiègent Sancerre en 1361, Noirlac est pillé en 1362.
Au nord du donjon furent retrouvés sept sceaux de bronze dont un portant le sceau d’Édouard III, attestant la présence de compagnies anglaises qui probablement durent séjourner dans l’édifice.
En 1373, une expédition menée par les seigneurs de Sagonne, le Sieur de Grivel (Seigneur de Grossouvre) et Du Guesclin, chassa les Anglais hors du Berry.

### Les propriétaires successifs du donjon de Jouy
Jusqu'au XIVe siècle, Jouy fut une possession des comtes de Sancerre, branche cadette de la Maison de Blois-Champagne, en héritage des Charenton-Montfaucon comme Sagonne (voir à cet article).
Jouy fut acquis aux environs de l’année 1374 (ou en 1402 ?) par Pierre de Giac (1340-1406 ; père de Louis Ier de Giac et grand-père de Pierre II de Giac, † 1427), chancelier de France de 1379 à 1388. Après d’amples modifications, il en fit une vraie demeure seigneuriale qui resta aux mains de cette même famille pendant presque un demi-siècle.
Les biens de la famille de Giac furent confisqués en 1428 au profit de Louis de Bourbon (1406-1486), comte de Montpensier, qui réunit un moment le dauphiné d'Auvergne, le comté de Montpensier et le comté de Sancerre.
Cette même année, Jouy entre (au moins pour une part) dans la famille d’Amboise par le mariage de Pierre d’Amboise (1408-1473) avec Anne de Bueil, fille de Jean IV de Bueil et de Marguerite-Dauphine d'Auvergne (héritière de Sancerre et de Sagonne par succession de sa nièce la comtesse-dauphine Jeanne, la 1re femme de Louis de Bourbon-Montpensier), qui se vit conforté dans ses terres de Jouy (et de Sagonne dès son mariage en 1428) en 1454 par Louis XI. Cependant un acte de foi et d’hommage daté de 1462 reconnaissant Louis II de Giac (1415-1480 ; fils de Pierre II) comme seigneur de Jouy, permet de supposer que les biens paternels furent restitués à la famille de Giac, dans laquelle ils restèrent jusqu’à la mort de celui-ci en 1480. Jouy devint alors la propriété de Charles de la Guiche, un parent des Amboise (Charles était le fils de Pierre de La Guiche et Marie de Chazeron, elle-même cousine germaine de Charles II d'Amboise car fille de Jacques de Chazeron et d'Anne d'Amboise, fille de Pierre d'Amboise).
De cette époque, furent mis en évidence les vestiges de bâtiments à l’est du donjon, où apparaissent les restes d’un manteau de cheminée orné de l’écu de Louis Malet, amiral de France et beau-père du maréchal Charles II d’Amboise (fils de Charles — un frère d'Anne d'Amboise qu'on vient de rencontrer — et petit-fils de Pierre d'Amboise). Après de nombreux changements, il avait certainement fait du site de Jouy un repos de chasse. L’héritage de Charles d’Amboise revint (Sagonne et une part de Jouy) à sa nièce Antoinette d’Amboise (1495-1552) qui, ruinée, le vendit en 1542 à Jean Babou de La Bourdaisière (1511-1569), Grand-maître de l’artillerie de Charles IX.
L'autre part de Jouy, quant à elle, était passée (par acquisition, sans doute ?) des Amboise et des La Guiche aux La Que(u)ille/de La Quelle, plus précisément à Charles de La Quelle de Châteauneuf du Drac de St-Vert dès 1503, suivi par le mari de sa petite-fille Catherine de La Quelle (fille de François de La Queuille et de sa 2e épouse Anne d'Espinay-branche d'Ussé et Segré : cf. l'article La Verrerie), Marc de Beaufort-Canillac-Montboissier, en 1542. Ce dernier céda Jouy la même année audit Jean Babou.
Des trois filles de Jean Babou, on se rappellera Françoise Babou, future mère de Gabrielle d’Estrées ; et Isabelle Babou, dame d'Alluye(s) au Perche-Gouët, qui épousa François d’Escoubleau de Sourdis de Jouy, qui devint donc aussi seigneur de Jouy en Sancoins ; Isabelle fut mère des archevêques de Bordeaux François et Henry d'Escoubleau (ce dernier inhumé dans la crypte de Jouy en 1645).

### Les guerres de religion
La guerre civile éclata opposant catholiques et protestants ; en 1591 les troupes de la Ligue commandées par Monsieur de la Châtre s’emparèrent de Jouy, aux mains des protestants, et la forteresse fut probablement démantelée et incendiée.
Si tel ne fut pas le cas, Jouy le fut en tout cas en 1626 par l’ordonnance de Richelieu exigeant le démantèlement de toutes les forteresses inutiles, sauf celles nécessaires à la sécurité des frontières.

### Jouy de la Renaissance à la Révolution
Au XVIe siècle, la noblesse imprégnée de culture italienne, aspirant à un nouvel art de vivre, transforma ses demeures, et Jean Babou entreprit de modifier son château de Sagonne, que sa famille revendit en 1632 au marquis Charles de l’Aubespine (1580-1653), grand-oncle de Saint-Simon, ainsi que Jouy qui en dépendait. Enfin le comté de Sagonne et de Jouy fut acquis par Jules Hardouin-Mansart  vers 1700 ; son fils Jacques en hérita en 1708 et le transmit à sa petite-nièce la marquise Anne-Claude-Louise d’Arpajon (gouvernante de la dauphine Marie-Antoinette), qui sera guillotinée le 27 juin 1794.
De Jouy et de ses terres on retrouve la trace d’une église consacrée en 1767 grâce à la générosité de Madame d’Arpajon comtesse de Sagonne et de Jouy.
En 1789 Sagonne est décrété bien national et vendu au détail, réduit à l’état de ruines il sera disséqué morceau par morceau par ses propriétaires successifs, il en sera de même pour Jouy et ses dépendances, puis les habitants utilisèrent les pierres du château pour construire leurs demeures, et seul le squelette du donjon s’élève encore aujourd’hui pour témoigner de l’importance historique de la forteresse de Jouy.
Les restes du donjon de Jouy ont été inscrits à l’Inventaire supplémentaire des Monuments historiques par arrêté du 27 mars 1926.

## Sources
- Le donjon de Jouy sur Patrimoine de France
- Le Cher remarquable : N° spécial déc 2011 du Berry Républicain p 40-41  (ISSN 0988-8357)